# 이원석 (배우)
이원석(1981년 2월 10일 ~ )은 대한민국의 배우이다.

## 학력
- 중앙대학교 연극학 학사

## 출연 작품

### 드라마
- 《불꽃 속으로》 (2014년, TV조선) - 연봉출 역
- 《가시꽃》 (2012년, JTBC) - 백서원 역
- 《한반도》 (2012년, TV조선) - 김정식 역
- 《신이라 불리운 사나이》 (2010년, MBC) - 자니 킴 역
- 《에덴의 동쪽》 (2008년, MBC)
- 《대왕 세종》 (2008년, KBS)

### 연극
- 《쉬어매드니스》
- 《웨딩 스캔들》